# Marietta di Monaco
Marietta di Monaco  (* 10. März 1893 in München; † 19. Januar 1981 ebenda), auch „Marietta“, eigentlich Maria Kirndörfer, war eine deutsche Kabarettistin, Lyrikerin, Diseuse, Tänzerin und Dichtermuse. Außerdem stand sie Modell für Maler.

## Leben
Bei Pflegeeltern aufgewachsen führte sie nach dem Besuch einer Klosterschule zunächst das Leben einer Vagabundin. 1913 wurde sie eher zufällig im Schwabinger Kleinkunstlokal „Simplicissimus“, auch als „Simpl“ bekannt, für die Bühne entdeckt. In der Folgezeit trat sie als Vortragskünstlerin und Tänzerin im „Simpl“, „Schwabinger Brettl“, der „Katakombe“ und der „Seerose“ in München auf, aber auch in Berlin oder Paris. 

### Markenzeichen
Markenzeichen der Marietta di Monaco war der literarische Vortrag mit seltsam gebrochener Jungmädchenstimme, dessen Wirkung ihr kleiner, zierlicher Wuchs unterstreicht und den sie bis ins hohe Alter pflegte. Sie galt als unnachahmliche Interpretin von grotesker Alltagslyrik.

### Dadaismus
1916 gehörte Marietta di Monaco zur Gründungsgruppe des „Cabaret Voltaire“ in Zürich, das als Wiege des Dadaismus gilt. Am 31. Mai 1916 führte sie dort zusammen mit Hans Arp, Hugo Ball, Emmy Hennings, Marcel Janco und Tristan Tzara das aufsehenerregende dadaistische Werk Simultan Krippenspiel von Hugo Ball auf. Auch Hugo Ball als einer der wichtigsten Vertreter der in Fortführung des Expressionismus entwickelten avantgardistischen Kunst- und Literaturbewegung des Dadaismus bewegte sich wie Marietta di Monaco zuvor in der Schwabinger Künstlerkolonie rund ums Simpl, wo bereits 1914 und damit das erste Mal in der Literaturgeschichte in einem von ihm und Klabund gemeinsam verfassten, von Marietta di Monaco vorgetragenen Gedicht der Begriff ‚Dada‘ auftauchte.

### Künstlermuse
Enge Freundschaften mit Dichtern wie Joachim Ringelnatz, Frank Wedekind, Fred Endrikat und Klabund, deren lyrische Werke sie auf der Bühne rezitierte, machen Marietta di Monaco des Weiteren als Dichtermuse berühmt. 
Auch als Malermodell erlangt sie Prominenz; z. B. malte 1916 in Zürich einer der bekanntesten Maler der Neuen Sachlichkeit, Christian Schad, ein Porträt von ihr in Öl auf Leinwand (60 × 41 cm; Christian Schad Stiftung Aschaffenburg).
1920 erschien der kurze Liebesroman Marietta von Klabund, der sich ausdrücklich auf die Künstlerin bezieht. 
Betitelungen durch die Presse, die von „Muse Schwabylons“ bis zu „Königin der Schwabinger Bohème“ reichen, zeugen von der Berühmtheit, die sie zeitweilig besaß.

### Emigration
1936 emigrierte Marietta di Monaco nach Frankreich, kehrte aber drei Jahre später zurück nach Deutschland.

### Biographie und Ehrungen
An ihrem 65. Geburtstag ehrte der Schriftsteller Peter Paul Althaus sie mit einer Rede. 
1962 veröffentlichte Marietta di Monaco, die zuvor bereits als Lyrikerin und für das Kabarett schriftstellerisch tätig war, Reisebilder, Erinnerungen, Porträts unter dem auf ein Gedicht ihres frühverstorbenen Freundes Klabund anspielenden Titel Ich kam – ich geh.
Ebenfalls 1962 erhielt sie den Schwabinger Kunstpreis.

### Späte Schallplattenaufnahmen
Erst 1964 – 51 Jahre nach ihrem Debüt – wurde ihre Vortragskunst im Rahmen einer Reihe mit privaten Document-Aufnahmen „Schwabinger Kleinkunst-Kostbarkeiten“ erstmals für eine Schallplatte aufgezeichnet. Sie sprach hierfür Texte von Wilhelm Busch und ihren einstmaligen Weggefährten Endrikat und Ringelnatz.

### Tod
Am 19. Januar 1981 starb Marietta di Monaco in einem Altenheim in München. Sie wurde im alten Teil des Münchener Waldfriedhofs im Grab Nr. 222-3-171 beerdigt.

## Zitate
- „Diese zierliche Kleine müßte einmal auf dem Podium stehen“ (unbk. 1913, im Schwabinger Lokal „Simpl“, auf die noch völlig unbekannte Marietta deutend)
- „Die Emmy singt, Marietta spricht,/Zuweilen ist es ein Gedicht./Ball spielt den Typerarymarsch./Und kratzt sich am Poetenarsch./Ein deutscher Dichter singt französisch,/Rumänisch klingt an Siamesisch./Es blüht die Kunst. Hallelujah!/'s war auch schon mal ein Schweizer da“ (Marietta di Monaco, Zürich 1916)